# Crissa
Crissa o Crisa (grec antic: Κρίσσα, Κρῖσa) va ser una antiga ciutat de la Fòcida que per molt de temps es pensava que podria ser la mateixa que Cirra (grec antic: Κίρρα). Pausànias diu que Cirra era el nom de l'antiga Crissa, però Estrabó diu que eren dues ciutats diferents. Homer l'esmenta al Catàleg de les naus de la Ilíada com una de les ciutats que van portar guerrers focidis a la guerra de Troia.
Les investigacions de Heinrich Ulrichs van establir que es tracta de dues ciutats: Crissa estava situada terra endins, al sud-oest de Delfos, al sud del Parnàs. Se'n poden veure les ruïnes a poca distància al poble modern de Chrysó, a la vora de l'església del Quaranta Sants; queden restes de les muralles. La ciutat va donar nom a la badia situada no gaire lluny, i de vegades a tot el golf de Corint. Estrabó diu que la ciutat va fundar una colònia a Itàlia anomenada Metapont.
Cirra va ser construïda més tard a la badia de Crissa, a la boca del riu Pleistos i al peu del mont Cirfis, i de fet era el port de Crissa. Les ruïnes encara es poden veure al llogaret de Magúla, especialment les muralles i alguns edificis.
Entre les dues ciutats hi havia una gran plana que tenia al nord el Parnàs, a l'est el riu Cifis, i a l'oest les muntanyes dels Locris ozolis i arribava fins Amfissa. Amb el temps el port va esdevenir una gran ciutat, igual que Delfos, mentre Crissa, mancada del santuari de Pytho o Pito (que pertanyia a Delfos) va decaure.
Els habitants de Delfos podien anar al temple per terra o per mar, però per aquesta via Cirra dominava el pas; aquesta ciutat va començar a llevar uns drets de pas molt grans i alguns peregrins que no van voler pagar es van queixar que les seves dones havien estat maltractades. La Lliga Amfictiònica va declarar la guerra a Cirra cap a l'any 595 aC i als voltants del 585 aC van ocupar la ciutat que van arrasar. No se sap que va passar amb Crissa, però és probable ja fos una ciutat insignificant i acabés l'ocàs amb la pèrdua del seu port (els seus habitants haurien marxat a Cirra o a Delfos). El producte de l'espoli de la ciutat es va utilitzar per la Lliga Amfictiònica per fundar els Jocs Pítics. La ciutat de Cirra i la plana van ser declarades llocs sagrat que no es podien cultivar i així va ser fins que l'ordre es va incomplir en temps de Filip II de Macedònia, quan la ciutat d'Amfissa va posar en cultiu les terres i va intentar reconstruir la ciutat originat la segona guerra sagrada, en la qual Amfissa va ser ocupada per Filip (338 aC), nomenat strategos pels amfictions.
La ciutat no obstant va ser reconstruïda i es va utilitzar com a port de Delfos, i tenia temples d'Apol·lo, Àrtemis i Leto, moltes estàtues, i potser hipòdrom i estadi (que havien existit abans).